# VIXX
VIXX (kor. 빅스, akronim od Voice, Visual, Value in Excelsis) – południowokoreański boysband, grający muzykę popową, założony w 2012 roku. Skład zespołu został wybrany przez widzów programu Mnet pod tytułem MyDOL. W skład grupy wchodzi pięciu członków: N, Leo, Ken, Ravi i Hyuk. W sierpniu 2020 roku z grupy odszedł Hongbin.

## Historia

### Przed debiutem
Przez debiutem zespołu członkowie byli sześcioma z dziesięciu uczestników koreańskiego reality show MyDOL. N, Leo i Ravi brali udział w teledysku Let This Die Briana Joo oraz Shake It Up Seo In-guka, zaś Hongbin wystąpił w Tease Me Seo In-guka.

### 2012:Super Hero, Rock Ur BodyiJelly Christmas 2012 Heart Project
Grupa VIXX zadebiutowała z singlem Super Hero 24 maja 2012 roku. 27 lipca odbył się pierwszy koncert poza kontynentem na konwencie Otakon w Baltimore.
14 sierpnia VIXX wydało drugi singel o nazwie Rock Ur Body. 13 października zespół pojawił się na konwencie KCON.
Zespół VIXX uczestniczył również w zimowym projekcie wytwórni Jellyfish o nazwie Jelly Christmas 2012 Heart Project z innymi członkami wytwórni. 5 grudnia została wydana piosenka Because It's Christmas.

### 2013:On and On,Hyde,Jekyll,VoodooiJelly Christmas 2013
6 stycznia zespół VIXX wydał singiel Don't Want to Be an Idol z ich trzeciego albumu singli On and On. Tytułowa piosenka On and On została wydana 17 stycznia razem z albumem.
Tytułowa piosenka minialbumu Hyde jak i sama płyta zostały wydane 20 maja.
8 listopada VIXX wydali kolejny singel oraz teledysk Only U z ich nadchodzącego, pierwszego studyjnego albumu Voodoo. 20 listopada została wydana tytułowa piosenka Vooodoo Doll, a 25 listopada został wydany album. 6 grudnia VIXX zajęli pierwsze miejsce w odcinku Music Bank z tego tygodnia za piosenkę Voodoo Doll, co było ich pierwszą wygraną w programie muzycznym od ich debiutu.
Artyści wytwórni Jellyfish Entertainment, w tym VIXX, wydali 10 grudnia ich kolejną świąteczną piosenkę Winter Confession dla projektu Jelly Christmas 2013. Piosenka była na szczycie listy przebojów Instiz, Billboard K-Pop Hot 100 oraz Gaon przez dwa tygodnie z rzędu.

### 2014:Eternity, Darkest AngelsiError
5 marca Jellyfish Entertainment ogłosiło, że VIXX wrócą z nowymi materiałami pod koniec kwietnia lub na początku maja. 18 maja ogłoszony został tytuł czwartego albumu singli VIXX, Eternity. 27 maja został wydany teledysk do tej piosenki jak i sam album.
19 maja Jellyfish ogłosiło, że VIXX wejdzie na japoński market z ich pierwszym japońskim studyjnym albumem Darkest Angels 2 lipca.
20 lipca zostało ogłoszone, że VIXX będą gośćmi konwentu KCON w dniach 9-10 sierpnia drugi rok z rzędu.
25 września Jellyfish Entertainment ogłosiło, że VIXX wróci z nowymi materiałami 14 października. 4 października na oficjalnej stronie VIXX został ogłoszony drugi EP, Error. 14 października wyszedł teledysk to tytułowej piosenki oraz sam album. 10 grudnia VIXX wydało japońską wersję Errorr, która zawierała także japońską wersję Youth Hurts.

## Członkowie

### Obecni
| Imię sceniczne | Imię sceniczne | Prawdziwe imię | Prawdziwe imię | Data urodzenia         | Pozycja               | Sub-Unit |
| Latynizacja    | Hangul         | Latynizacja    | Hangul         | Data urodzenia         | Pozycja               | Sub-Unit |
| -------------- | -------------- | -------------- | -------------- | ---------------------- | --------------------- | -------- |
| N              | 엔             | Cha Hak-yeon   | 차학연         | 30 czerwca 1990(dts)   | lider, wokal, taniec  | –        |
| Leo            | 레오           | Jung Taek-woon | 정택운         | 10 listopada 1990(dts) | wokal                 | VIXX LR  |
| Ken            | 켄             | Lee Jae-hwan   | 이재환         | 6 kwietnia 1992(dts)   | wokal                 | –        |
| Ravi           | 라비           | Kim Won-sik    | 김원식         | 15 lutego 1993(dts)    | rap                   | VIXX LR  |
| Hyuk           | 혁             | Han Sang-hyuk  | 한상혁         | 5 lipca 1995(dts)      | wokal, taniec, maknae | –        |

### Byli
| Imię sceniczne | Imię sceniczne | Prawdziwe imię | Prawdziwe imię | Data urodzenia        | Pozycja            | Sub-Unit |
| Latynizacja    | Hangul         | Latynizacja    | Hangul         | Data urodzenia        | Pozycja            | Sub-Unit |
| -------------- | -------------- | -------------- | -------------- | --------------------- | ------------------ | -------- |
| Hongbin        | 홍빈           | Lee Hong-bin   | 이홍빈         | 29 września 1993(dts) | wokal, rap, taniec | –        |

## Dyskografia
| Albumy studyjne - Voodoo (2013) - Chained Up (2015) - Eau De VIXX (2018) Minialbumy - Hyde (2013) - Jekyll (2013; repackage) - Error (2014) - Kratos (2016) - Shangri-La (2017) Single CD - 2012: Super Hero - 2012: Rock Ur Body - 2013: On and On - 2014: Eternity - 2015: Boys’ Record - 2016: Zelos - 2016: Hades | Albumy studyjne - Depend on Me (2016) - Reincarnation (2018) Minialbumy - 2017: La La La ~Ai o arigatō ~ (jap. ラララ ～愛をありがとう～) Single - 2014: Error - 2015: Can't Say - 2016: Hana kaze (jap. 花風) Kompilacje - 2014: Darkest Angels Single - 2015: Destiny Love - 2015: Error - 2015: Chained Up |

## Koncerty
- VIXX Global Showcase – The Milky Way (2013)
- VIXX Live Fantasia – Hex Sign (2014)
- VIXX US Tour (2014)
- VIXX Live Fantasia – Utopia (2015)
- VIXX Japan Live Tour – Depend On (2016)
- VIXX Live Fantasia – Elysium (2016)